# Баллинафад

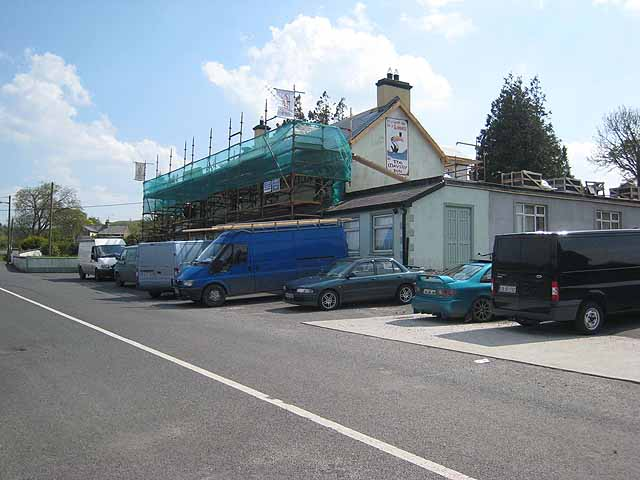
Местный паб в процессе ремонта

Баллинафад (англ. Ballinafad; ирл. Béal an Átha Fada, «устье длинного брода») — деревня в Ирландии, находится в графстве Слайго (провинция Коннахт).